# MTMR6
MTMR6‏ (Myotubularin related protein 6) هوَ بروتين يُشَفر بواسطة جين MTMR6 في الإنسان.